# Milton Viera
Milton Viera (11 maggio 1946) è un ex calciatore uruguaiano, di ruolo centrocampista o attaccante.

## Carriera
Con la Nazionale uruguaiana ha preso parte ai Mondiali 1966.